# جاكلين فريدمان
جاكلين فريدمان (بالإنجليزية: Jaclyn Friedman)‏ هي ناشِطة أمريكية، ولدت في 1971.